# Lijst van bruggen over de Maas in België
Een overzicht van de brugverbindingen over de Maas in België van noord naar zuid. Dienstbruggen bij stuwen of sluizen of bruggen uitsluitend voor leidingstraten zijn in dit overzicht niet opgenomen.

## De lijst
| Nr.: | Naam:                                       | Soort:                                             | Traject:                                                  | Afbeelding: |             |
| ---- | ------------------------------------------- | -------------------------------------------------- | --------------------------------------------------------- | ----------- | ----------- |
| 1    | Pater Sangersbrug*                          | verkeersbrug (liggerbrug)                          | N761 Maaseik - Susteren (Maaseikerweg)                    |             |             |
| 2    | Scharbergbrug*                              | verkeersbrug (liggerbrug)                          | Brussel - Aken                                            |             |             |
| 3    | Maasbrug (N602)                             | verkeersbrug (liggerbrug)                          | Lieze - Moelingen (Rue de Cimentiers)                     |             |             |
| 4    | Pont des Allemands                          | spoorbrug (vakwerkbrug)                            | Spoorlijn 24 Tongeren - Aken (Montzenroute)               |             |             |
| 5    | Maasbrug bij Wezet                          | verkeersbrug (boogbrug)                            | Tongeren - Wezet (Avenue du Pont)                         |             |             |
| 5a   | Brug naar L'île Robinson                    | fiets- en voetgangersbrug (liggerbrug)             | Wezet (overbrugt niet de gehele Maas)                     |             |             |
| 6    | Pont de l'Euregio                           | verkeersbrug (liggerbrug)                          | Trilogiport - E25                                         |             |             |
| 7    | Maasbrug bij Hermalle-sous-Argenteau        | verkeersbrug (liggerbrug)                          | Oupeye - Argenteau (Rampe du Pont)                        |             |             |
| 8    | Maasbrug (A3)                               | verkeersbrug (liggerbrug)                          | Brussel - Aken                                            |             |             |
| 9    | Pont de Wandre                              | verkeersbrug (tuibrug)                             | Wandre - Herstal                                          |             |             |
| 10   | Spoorbrug Houlpays                          | spoorbrug (liggerbrug)                             | Spoorlijn 214 Jupille-sur-Meuse - Trilogiport             |             |             |
| 11   | Pont-barrage de Monsin                      | verkeersbrug (liggerbrug)                          | Monsin - Jupille-sur-Meuse                                |             |             |
|      | Gevorkte Maas in Luik                       |                                                    |                                                           |             |             |
| Nr.: | Brug over Maas:                             | Brug over Afwateringskanaal:                       | Soort:                                                    | Traject:    | Afbeelding: |
| 12   | Pont Atlas                                  | Pont Atlas                                         | verkeersbrug (boogbrug)                                   | Luik        |             |
| 12a  |                                             | Pont Biais                                         | verkeersbrug (liggerbrug)                                 | Luik        |             |
| 13   | Pont Maghin                                 |                                                    | verkeersbrug (liggerbrug)                                 | Luik        |             |
| 13a  |                                             | Pont de Bressoux                                   | verkeersbrug (liggerbrug)                                 | N610a Luik  |             |
| 14   | Pont des Arches                             |                                                    | verkeersbrug (liggerbrug)                                 | Luik        |             |
| 14a  |                                             | Pont d'Amercœur                                    | verkeersbrug (liggerbrug)                                 | Luik        |             |
| 15   | Passerelle Saucy                            |                                                    | voetgangersbrug (boogbrug)                                | Luik        |             |
| 16   | J.F. Kennedybrug                            |                                                    | verkeersbrug (liggerbrug)                                 | Luik        |             |
| 16a  |                                             | Pont de Longdoz                                    | verkeersbrug (liggerbrug)                                 | N610b Luik  |             |
| 17   | Pont Albert Ier                             |                                                    | verkeersbrug (liggerbrug)                                 | Luik        |             |
| 17a  |                                             | Pont de Huy                                        | verkeersbrug (liggerbrug)                                 | N610c Luik  |             |
| 17b  |                                             | Pont des Vennes                                    | verkeersbrug (liggerbrug)                                 | Luik        |             |
| 18   | Passerelle La Belle Liégeoise               |                                                    | fiets- en voetgangersbrug (hangbrug)                      | Luik        |             |
| 18a  |                                             | Passerelle Mativa                                  | fiets- en voetgangersbrug (liggerbrug)                    | Luik        |             |
|      | Einde gevorkte Maas                         |                                                    |                                                           |             |             |
| Nr.  | Naam:                                       | Soort:                                             | Traject:                                                  | Afbeelding: |             |
| 19   | Pont de Fragnée                             | verkeersbrug (boogbrug)                            | N633 Luik - Trois-Ponts                                   |             |             |
| 20   | Spoorbrug Val Benoît                        | spoorbrug (liggerbrug)                             | Spoorlijn 37 Luik - Aken                                  |             |             |
| 21   | Pont de Liège                               | verkeersbrug (tuibrug)                             | Luik - Luxemburg                                          |             |             |
| 22   | Viaduct van Renory                          | spoorbrug (boogbrug)                               | Spoorlijn 36A Luik - Kinkempois                           |             |             |
| 23   | Pont d'Ougrée                               | verkeersbrug (liggerbrug)                          | Luik - Marche-en-Famenne                                  |             |             |
| 24   | Passerelle Ferblatil                        | pijpenbrug (vakwerkbrug)                           | Sclessin                                                  |             |             |
| 25   | Pont de Seraing                             | verkeersbrug (liggerbrug)                          | Seraing - Liege Airport                                   |             |             |
| 26   | Passerelle de l'Espérance                   | voetgangersbrug (liggerbrug naast leidingenstraat) | Seraing                                                   |             |             |
| 27   | Spoorbrug Bergerie                          | spoorbrug (trogbrug)                               | Spoorlijn 125A Luik - Flémalle-Haute                      |             |             |
| 28   | Pont-barrage d'Ivoz-Ramet                   | verkeersbrug (liggerbrug)                          | N677 Liege Airport - Éhein                                |             |             |
| 29   | Pont d'Engis                                | verkeersbrug (drie boogbruggen)                    | N639 Engis - Plainevaux                                   |             |             |
| 30   | Pont d'Hermalle                             | verkeersbrug (liggerbrug)                          | Hermalle-sous-Huy                                         |             |             |
| 31   | Pont d'Amay                                 | verkeersbrug (liggerbrug)                          | N696 Amay - Fraineux (Rue du Pont)                        |             |             |
| 32   | Pont d'Amay 2                               | verkeersbrug (liggerbrug)                          | N684 Villers-le-Bouillet - Neuville-sous-Huy              |             |             |
| 33   | Pont de l'Europe                            | verkeersbrug (boogbrug)                            | Hoei                                                      |             |             |
| 34   | Pont Roi Baudouin                           | verkeersbrug (boogbrug)                            | Hoei - Tienen                                             |             |             |
| 35   | Pont de fer                                 | spoorbrug (boogbrug)                               | Spoorlijn 126 Statte - Marchin                            |             |             |
| 36   | Pont Père Pire                              | verkeersbrug (tuibrug)                             | N643 Éghezée - Ahin                                       |             |             |
| 37   | Pont d'Andenne                              | verkeersbrug (boogbrug)                            | N921 Chiney - Bierwart (Rue du Pont)                      |             |             |
| 38   | Stuw bij Andenne                            | fiets- en voetgangersbrug (liggerbrug naast stuw)  | Andenne                                                   |             |             |
| 39   | Pont de Sclayn                              | verkeersbrug (liggerbrug)                          | N942a Vezin - Sclayn                                      |             |             |
| 40   | Pont de Namêche                             | verkeersbrug (liggerbrug)                          | N942 Dhuy - Gramptinne                                    |             |             |
| 41   | Viaduc de Beez                              | verkeersbrug (liggerbrug)                          | Brussel - Luxemburg                                       |             |             |
| 42   | Pont des Grands Malades                     | verkeersbrug (liggerbrug)                          | N905 Jambes                                               |             |             |
| 43   | Pont du Luxembourg                          | spoorbrug (liggerbrug)                             | Spoorlijn 162 Namen - Aarlen Spoorlijn 154 Namen - Dinant |             |             |
| 44   | Pont des Ardennes                           | verkeersbrug (liggerbrug)                          | Namen (Rue du Pont de Ardennes)                           |             |             |
| 45   | Passarelle L'Enjambée                       | voetgangersbrug (krukbrug)                         | Namen (L'Enjambée)                                        |             |             |
| 46   | Pont de Jambes                              | verkeersbrug (boogbrug)                            | Namen (Avenue du Bourgmestre Jean Materne)                |             |             |
| 47   | Passerelle de La Plante                     | fiets- en voetgangersbrug (liggerbrug naast stuw)  | Namen                                                     |             |             |
| 48   | Pont de Wépion                              | verkeersbrug (liggerbrug)                          | N92 - N947                                                |             |             |
| 49   | Pont de Lustin                              | verkeersbrug (liggerbrug)                          | N931 Profondeville                                        |             |             |
| 50   | Pont de Rouillon (Pont de Godinne)          | verkeersbrug (liggerbrug)                          | Annevoie-Rouillon - Godinne (Rue du Pont)                 |             |             |
| 51   | Pont de Hun                                 | fiets- en voetgangersbrug (liggerbrug naast stuw)  | Anhée - Yvoir                                             |             |             |
| 52   | Pont d'Anhée                                | verkeersbrug (liggerbrug)                          | Namen - Dinant                                            |             |             |
| 53   | Viaduct van Houx                            | spoorbrug (liggerbrug)                             | Spoorlijn 154 Namen - Givet                               |             |             |
| 54   | Pont de Houx                                | fiets- en voetgangersbrug (liggerbrug naast stuw)  | Anheé - Yvoir                                             |             |             |
| 55   | Pont de Leffe                               | fiets- en voetgangersbrug (liggerbrug naast stuw)  | Dinant                                                    |             |             |
| 56   | Pont Charles de Gaulle (Pont de Dinant)     | verkeersbrug (liggerbrug)                          | N936 Dinant                                               |             |             |
| 57   | Viaduc Charlemagne (Viaduct Karel de Grote) | verkeersbrug (liggerbrug)                          | Philippeville - Havelange (Route de Charlemagne)          |             |             |
| 58   | Pont de Moniat                              | fiets- en voetgangersbrug (liggerbrug naast stuw)  | Dinant                                                    |             |             |
| 59   | Viaduct van Anseremme                       | spoorbrug (vakwerkbrug)                            | Spoorlijn 166 Dinant - Bertrix                            |             |             |
| 60   | Barrage d'Hastière                          | fiets- en voetgangersbrug (liggerbrug naast stuw)  | Hastière                                                  |             |             |
| 61   | Pont d'Hastière                             | verkeersbrug (liggerbrug)                          | N915 Anthée - Mesnil-Saint-Blaise (Route de Blaimont)     |             |             |
| 62   | Pont de Heer                                | verkeersbrug (hangbrug)                            | N909 Heer (Rue du Pont)                                   |             |             |

* Deze bruggen liggen op de grens met Nederland.